# Мадагаскарски мангустоподобни
Мадагаскарските мангустоподобни (Eupleridae) са семейство хищници с дребни до средни размери, ендемични за остров Мадагаскар. Семейството е представено от 7 съвременни рода и 8 вида, които се включваха в състава на семейство Виверови (Viverridae), като представителите на подсемейство Galidiinae се отнасяха към Мангустовите.
Типичен представител на семейството е небезивестната Фоса (Cryptoprocta ferox) – най-големият хищен бозайник на острова и враг номер едно на лемурите.
Според последните молекулярни изследвания Мадагаскарските мангустоподобни имат общ предшественик, дошъл на остров Мадагаскар от континентална Африка преди около 18 – 24 милиона години. Най-близки родственици на тези хищници са съвременните Мангустови (Herpestidae).

## Класификация
- семейство Eupleridae – Мадагаскарски мангустоподобни
  - подсемейство Euplerinae
    - род Cryptoprocta
      - Cryptoprocta ferox – Фоса, мадагаскарска дългоопашата вивера

    - род Eupleres
      - Eupleres goudotii – Фаланук, дребнозъба мадагаскарска мангуста
      - Eupleres major

    - род Fossa
      - Fossa fossana – Фаналока, мадагаскарска цивета

  - подсемейство Galidiinae
    - род Galidia
      - Galidia elegans – Пръстеноопашата мадагаскарска мангуста

    - род Galidictis
      - Galidictis fasciata – Широкоивичест мунго
      - Galidictis grandidieri – Мунго на Грандидие, Едроивичест мунго

    - род Mungotictis
      - Mungotictis decemlineata – Тесноивичест мунго

    - род Salanoia
      - Salanoia concolor – Салано, кафявоопашата мадагаскарска мангуста
      - Salanoia durrelli – Мунго на Дърел